# 카미유 조르당
마리 에느몽 카미유 조르당(프랑스어: Marie Ennemond Camille Jordan, 1838년 1월 5일 ~ 1922년 1월 22일)은 프랑스의 수학자이다. 군론과 해석학을 연구하였다. 조르당 곡선 정리와 조르당 표준형으로 유명하다.

## 생애
1838년 리옹에서 태어났다. 아버지 에스프리알렉상드르 조르당(프랑스어: Esprit-Alexandre Jordan)은 에콜 폴리테크니크를 졸업한 공학사였고, 어머니 조제핀 퓌비 드 샤반(프랑스어: Joséphine Puvis de Chavannes)은 유명한 화가 피에르 퓌비 드 샤반의 누나였다.
1855년 에콜 폴리테크니크에 입학하여 수학을 공부하였고, 1860년에 파리 대학교에서 박사 학위를 수여받았고, 이후 공학사로 일하게 되었다.
공학사로 일하면서 조르당은 수학을 취미로 삼아 중요한 연구 결과를 출판하였다. 1870년에 출판된 《대입 및 대수 방정식에 대한 논문》(프랑스어: Traité des substitutions et des équations algebraique)은 군론에 대한 최초의 책으로 여겨지며 갈루아 이론을 자세히 다루었다. 또한 이 책에서 행렬의 조르당 표준형이 최초로 등장하였다.
1876년에 에콜 폴리테크니크의 교수가 되었고, 해석학을 가르쳤다. 1885년부터 콜레주 드 프랑스에도 소속되게 되었다. 1882년~1887년까지 총 3권의 《에콜 폴리테크니크 해석학 과정》(프랑스어: Cours d'analyse de l'École Polytechnique)을 출판하였다. 이 책은 해석학을 오귀스탱루이 코시가 닦은 엄밀한 기반을 통해 제시하였다. 이 책의 2판은 1893년에, 3판은 1905년~1915년에 출판되었고, 3판에 유명한 조르당 곡선 정리가 최초로 등장하였다.
1890년에 레지옹 도뇌르를 수여받았다. 1912년에 은퇴하였고, 파리에서 1922년에 사망하였다.

## 같이 보기
- 조르당 피 함수
- 조르당 보조 정리